# プロクロロン
プロクロロン (Prochloron) は単細胞性の藍藻の1属であり、2019年現在、ただ1種 Prochloron didemni のみが知られている。熱帯から亜熱帯域の群体性ホヤ（ウスボヤ科）に共生しており（図1）、宿主外からは見つかっていない。藍藻としては例外的にクロロフィル b をもつため、発見当初は藍藻とは異なるグループであると考えられ、原核緑色植物門に分類されていた。また原核緑色植物は、細胞内共生によって緑色植物の葉緑体になったとも考えられていた。しかし現在では、これらの仮説は支持されていない。

## 特徴
プロクロロンは単細胞球形、直径7–25マイクロメートル (μm)、緑色をしている。チラコイドは重なってラメラを形成し、細胞中で同心円状またはやや不規則に配置している。チラコイドの一部が膨潤して液胞状になることがある。液胞状構造の分布様式や特異な顆粒の有無には以下のようなタイプがあり、宿主内での共生部位と対応していることが報告されている
- グループI：細胞中に多数の小さな液胞状構造が存在する（ホヤの表面または被嚢中に見られる）
- グループII：細胞中央に1個の大きな液胞状構造が存在する（総排出腔に見られる）
- グループIII：特異な顆粒を多数含む（チャツボボヤの総排出腔のみ）

二分裂によって増殖する。
クロロフィル a に加えてクロロフィル b をもつ。プロクロロンにおけるクロロフィル b 結合タンパク質は Pcb であり、緑色植物がもつ LHC とは異なる。またクロロフィル c 類似色素であるジビニルプロトクロロフィリド (Mg-3,8-divinyl pheoporphyrin a5 monomethyl ester; MgDVP) をもつ。フィコビリンをもたず、チラコイド表面にはフィコビリソームが存在しない。カロテノイドとして、ゼアキサンチンとβ-カロテンが存在する。

## 生態

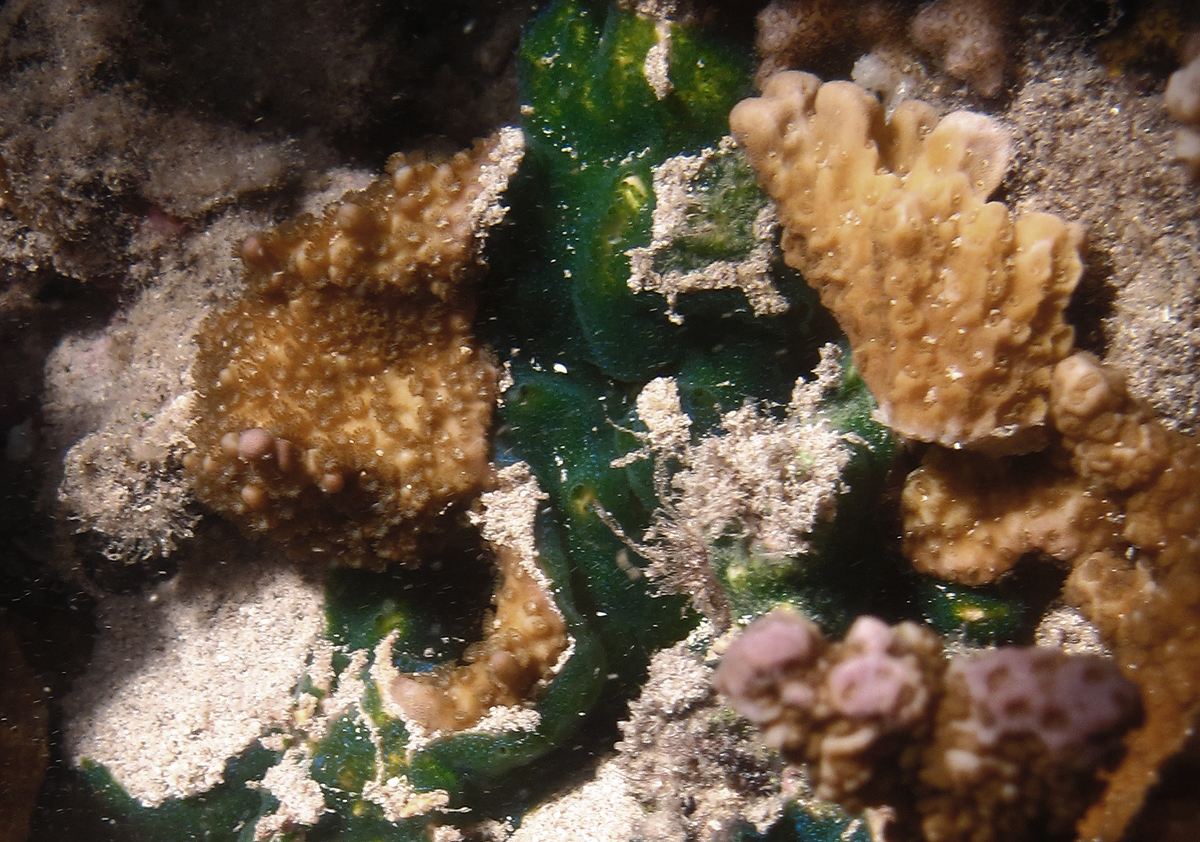
2. プロクロロンが共生しているミドリネンエキボヤ

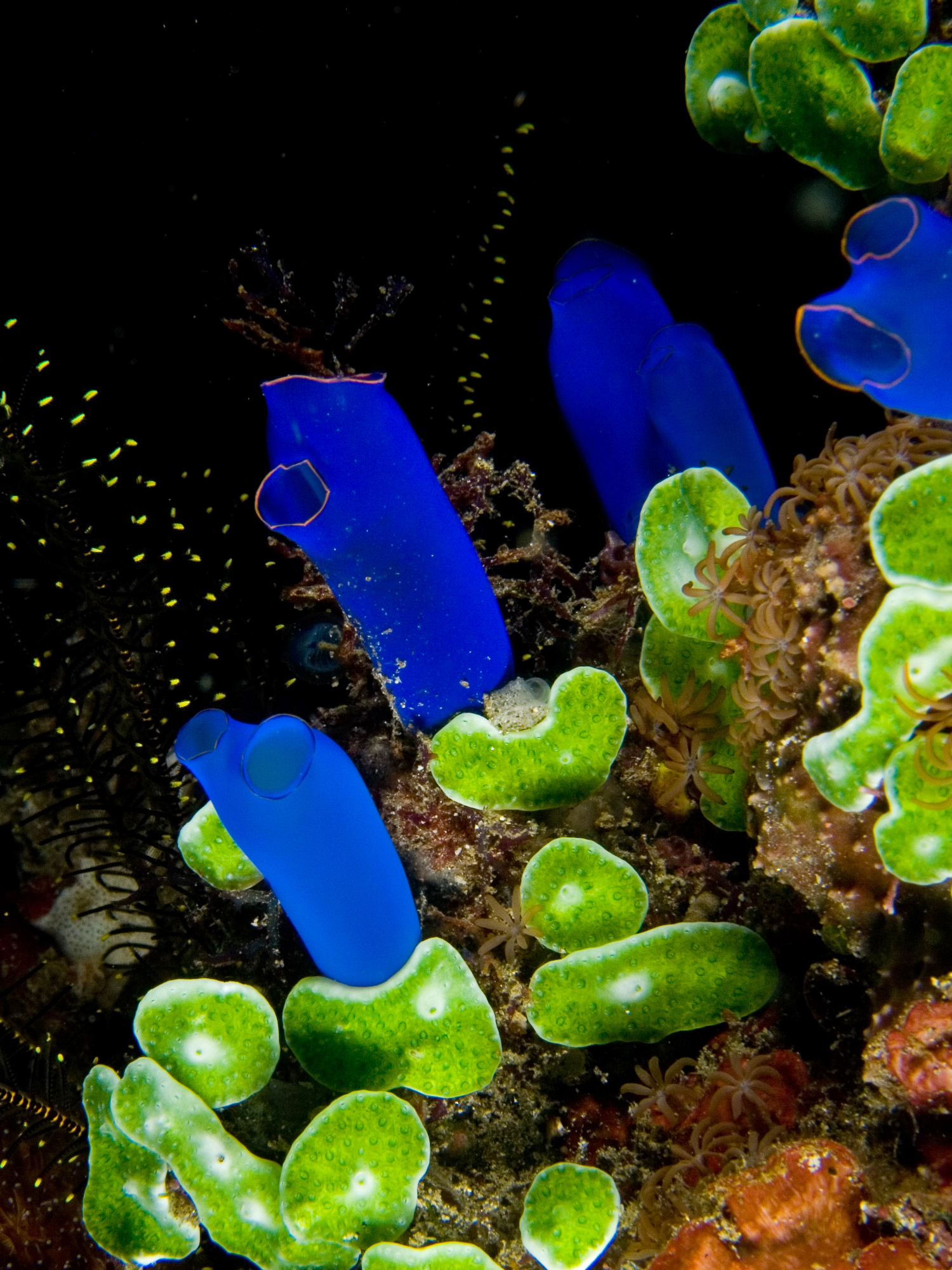
3. プロクロロンが共生しているネンエキボヤ属の1種 （緑色のホヤであり、青色は別のホヤ ）

プロクロロンは、世界中の熱帯から亜熱帯の海域に生育するウスボヤ科の4属（ウスボヤ属 Didemnum、ミスジウスボヤ属 Trididemnum、シトネボヤ属 Lissoclinum、ネンエキボヤ属 Diplosoma）、約30種以上に共生している（図1, 2, 3）。これらの種は、基本的に必ずプロクロロンを共生させている。一方で、ウスボヤ科の中には、プロクロロンが共生していない種も多く存在する。一般的に、プロクロロンとの共生はウスボヤ科の中で複数回独立に起こったと考えられている。
プロクロロンは、他のホヤ類やナマコ類、海綿からも報告されているが、これらの共生関係は安定しておらず、ふつう偶発的なものであると考えられている。
多くの場合、プロクロロンは群体ボヤの表面、総排泄腔、皮嚢に細胞外共生しているが、シトネボヤ属の一種 (Lissoclinum punctatum) ではプロクロロンのおよそ半数は被嚢の間葉系細胞中に細胞内共生している。ウスボヤ類は胚を群体内に保持し、幼生が放出される。幼生は、親群体から受け継いだプロクロロンを保持している（垂直感染）。プロクロロンが宿主であるホヤに捕食されることはない。プロクロロンから宿主へ光合成産物の供給や、有毒物質分泌による被食防御が考えられているが、その生理生態的相互関係についてはよくわかっていない。ゲノム情報からは、プロクロロンは窒素固定能を欠くと考えられている。プロクロロンが共生したホヤ類からはさまざまな生理活性物質が見つかっており、その薬理作用などが注目されている。
一方、プロクロロンは常にこれら動物の共生者としてのみ報告されており、自由生活性のものは見つかっていない。プロクロロンは宿主体外では生育できないと考えられているが、宿主であるホヤ体内での代謝や物質交換などに関してはよくわかっていない。
またこれらのホヤは、共生藻としてプロクロロンのみをもつ場合もあるが、他の藍藻が共存している例もある（被嚢中のみ）。このようなプロクロロン以外の共生藍藻の中にも、ウスボヤ科のホヤと特異的な共生関係を結んでいるものがいる。Synechocystis trididemni はウスボヤ類の共生藻として報告された種であり、ミスジウスボヤ属の一種 (Trididemnum nubilum) はこの藍藻（または類似種）のみを共生藻としている。

## 系統と分類
プロクロロンはメキシコ、バハ・カリフォルニア州のウスボヤ属の一種 (Didemnum candidum) から発見され、1975年当初は Synechocystis didemni の名で記載された。しかしクロロフィル b という他の原核藻類には見られない色素をもつことから、新属プロクロロン属に移され、さらに独自の門、原核緑色植物門（学名: Prochlorophyta）に分類することが提唱された。その後、クロロフィル b または類似色素をもつ原核藻類としてプロクロロトリックス属 (Prochlorothrix) とプロクロロコックス属 (Prochlorococcus) が報告され、原核緑色植物門に分類されるようになった。
しかしその後の分子系統学的研究からは、プロクロロンを含めて原核緑色植物門の3属は藍藻に含まれ、しかも互いに近縁ではないことが示された。そのため、分類群として原核緑色植物門の名は使われなくなったが、プロクロロンを含めた3属は一般名として原核緑藻 (prochlorophytes) とよばれることが多い。
またクロロフィル b をもつという共通性から、当初はプロクロロンのような生物が細胞内共生することによって、緑色植物の葉緑体が生じたと考えられていた。またプロクロロンは、緑色植物のクロロフィル b 合成酵素と相同な酵素をもつ。しかし、この酵素以外にプロクロロンと緑色植物の葉緑体の近縁性を支持する特徴は見つかっていない。また緑色植物の起源となった原核藻類との共生（一次共生）は、灰色藻や紅藻の起源となった一次共生と同一の現象であったと考えられている。よって一般的に、その際の共生者はフィコビリンをもち、またクロロフィル b をもっていなかったと考えられている。そのため現在では、プロクロロンを含む原核緑藻と緑色植物は、独立にクロロフィル b を獲得したと考えられている（遺伝子水平伝播など）。
分子系統学的研究からは、プロクロロンは、藍藻の中でクレードB2（SPMクレード）とよばれる系統群（Pleurocapsa, Micerocystis, Synechocystis PCC 6803 などを含む）に属することが示されている。同心円状のチラコイドをもつためシネココックス目に分類されることがあるが、他のシネココックス目の多く（藍藻の中で初期分岐群が多い）とは系統的に近縁ではない。Büdel & Kauff (2012) における分類体系では、クロオコックス目プロクロロン科に分類されている。別のホヤ共生藻である Synechocystis trididemni（上記）はプロクロロンに近縁であることが示唆されている。
2023年現在、プロクロロン属には、ただ1種 Prochloron didemni のみが知られている。さまざまな宿主、地域からプロクロロンの分子情報が得られているが、プロクロロンの系統と、宿主または地理的分布との明瞭な関連は見つかっていない。